# Демократическое движение — Единая Грузия
Демократическое движение — Единая Грузия (груз. დემოკრატიული მოძრაობა — ერთიანი საქართველო) — грузинская официально зарегистрированная правоцентристская политическая партия, основанная 24 ноября 2008 года бывшим председателем парламента Нино Бурджанадзе.
Партия выступает за более тесные связи с Россией и Европейским союзом при сохранении и расширении многих из нынешних экономических реформ и социальных инициатив.

## Выборы
В 2013 году на выборах президента Грузии партия выдвинула кандидатом своего лидера Нино Бурджанадзе. Она заняла третье место, получив 10,18 % (165 933) голосов. На выборах мэра Тбилиси в 2014 году кандидат партии Димитрий Лорткипанидзе занял третье место.
В 2016 году партия участвовала во всеобщих выборах и получила поддержку 3,54 % избирателей, не сумев провести в парламент ни одного кандидата. В 2020 году на всеобщих выборах партия получила поддержку 0,85 % избирателей и не попала в парламент.